# Mürren

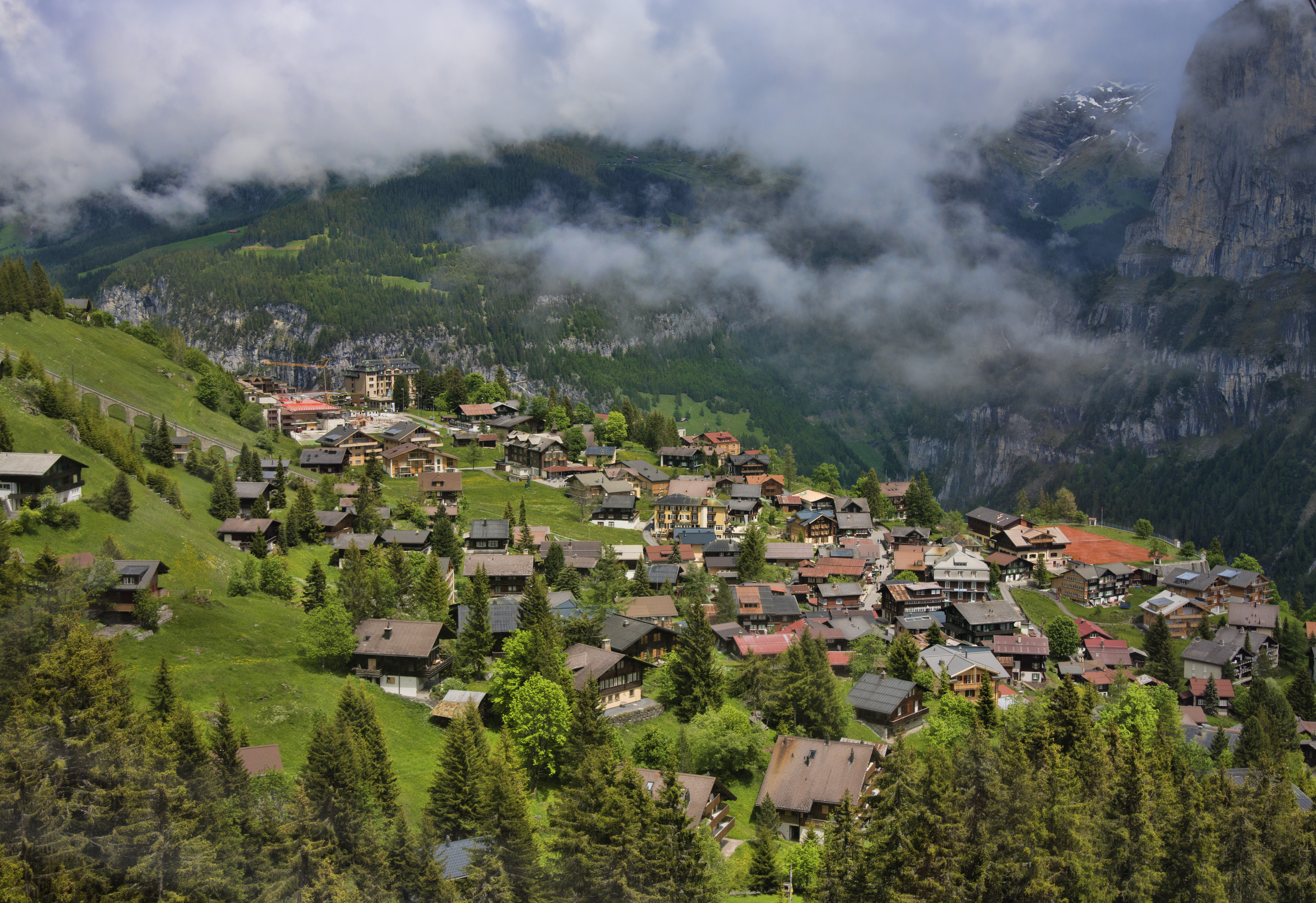

Mürren es una localidad suiza situada en la comuna de Lauterbrunnen, en el cantón de Berna. Mürren fue una antigua colonia Walser en el Oberland bernés, particularmente en el distrito de Interlaken. Su antigua tradición puede apreciarse aún hoy en día por el estilo de construcción de las casas y el acento de sus habitantes. Es la aldea más alta, poblada constantemente, del cantón de Berna, hallándose a una altura de 1650 m s. n. m., por encima del valle Lauterbrunnental. 
Desde el sitio se puede apreciar una vista de tres de las montañas más famosas de Suiza: el Eiger, el Mönch y el Jungfrau. El turismo es muy popular en verano e invierno. Mürren tiene una población de sólo 450 personas, pero una capacidad hotelera de 2.000 camas.
Mürren tiene su propio colegio y dos iglesias, una Reformada y otra Católica.

## Transporte
No es accesible por caminos públicos, por lo que para llegar a Mürren existen otras alternativas; desde Lauterbrunnen hay un teleférico pendular a la meseta y desde Stechelberg un funicular aéreo pasando por cataratas salvajes y rocas escarpadas.

## Historia
Mürren tiene sus raíces como una villa de granjas, sin embargo creció en tamaño debido al turismo de invierno y verano. Los esquiadores Británicos han sido muy importantes en la historia de Mürren, en 1911 arribó el primer turista británico y en 1922 Club de Ski Kandahar se estableció aquí. En 1928 se comenzó a celebrar la Inferno ski race, la que continúa realizándose hasta hoy en día. La Inferno es la carrera amateur más larga (15,8 km) del mundo. En 1931 se celebró en Mürren en primer Campeonato Mundial de Esquí Alpino.